# Talhoukia
Talhoukia là một chi bướm đêm thuộc họ Noctuidae.

## Các loài
- Talhoukia feifae Wiltshire, 1986